# بنك ليتوانيا
بنك ليتوانيا (بالليتوانية: Lietuvos bankas)‏ هو البنك المركزي لجمهورية ليتوانيا، وهو عضو في النظام الأوروبي للبنوك المركزية، ورئيسه هو جيديميناس سيمكوس، وكان بنك ليتوانيا مسؤولاً عن إدارة العملة الوطنية الليتوانية السابقة، الليتاس، وأصبح جزءًا من نظام اليورو عندما تبنت ليتوانيا اليورو في 1 يناير 2015.

## محافظو ورؤساء البنك
محافظو بنك ليتوانيا
- فلاداس يورجوتيس (1922-1929)
- فلاداس ستاسينسكاس (1930-1939)
- خوزاس توبيليس (1939)
- خوزاس باكنيس (1939-1940)

رؤساء مجلس إدارة بنك ليتوانيا:
- برونيوس بوفيلايتيس (1990)
- فيليوس بالديشيس (1990-1993)
- روموالداس فيسوكافيشيز (1993)
- كازي راتكفيشيز (1993-1996)
- رينولديوس شاركنيز (1996-2011)
- فيتاس فاسيلياوسكاس (2011-2021)
- جيديميناس سيمكوس (منذ 2021)